# St-Sernin (Pointis-Inard)

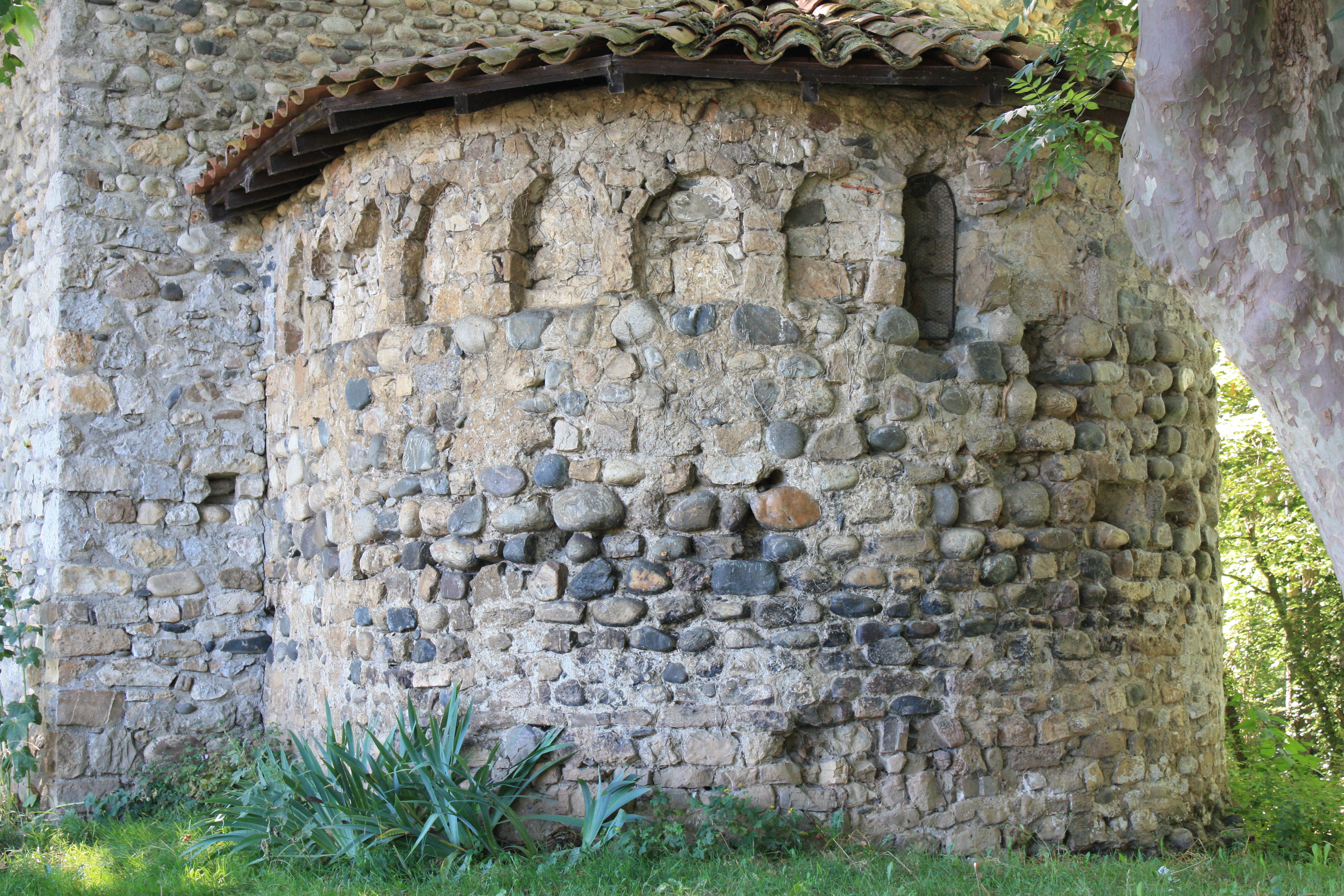
Apsis der Kapelle St-Sernin in Pointis-Inard

Die katholische Kapelle St-Sernin in Pointis-Inard, einer französischen Gemeinde im Département Haute-Garonne der Region Okzitanien, wurde im 12. Jahrhundert errichtet. Im Jahr 1979 wurde die Kapelle an der Rue de la Chapelle-Saint-Sernin als Monument historique klassifiziert.
Die dem heiligen Saturninus von Toulouse geweihte Kapelle steht auf einer Anhöhe, sie ist das letzte Zeugnis des ersten Dorfes Pointis. Die ältesten Teile sind die Apsis, die nördliche Mauer und ein Teil des Glockengiebels, der drei Öffnungen besitzt. Er wurde mit gallorömischen Spolien aus Marmor errichtet. Südlich der Kapelle befand sich ein Friedhof.

## Ausstattung
Von der Ausstattung sind die Skulpturen des heiligen Saturninus und des heiligen Rochus erwähnenswert.